# Anthony Conroy
Anthony Joseph Conroy (15. října 1895, Saint Paul, Minnesota – 11. leden 1978, Saint Paul, Minnesota) byl americký reprezentační hokejový útočník.
S reprezentací USA získal jednu stříbrnou olympijskou medaili (1920).

## Úspěchy
- Stříbro na Letních olympijských hrách – 1920